# Cerro Verde, Hidalgo
Cerro Verde är en ort i Mexiko.   Den ligger i kommunen San Bartolo Tutotepec och delstaten Hidalgo, i den sydöstra delen av landet, 150 km nordost om huvudstaden Mexico City. Cerro Verde ligger 981 meter över havet och antalet invånare är 200.
Terrängen runt Cerro Verde är varierad. Runt Cerro Verde är det ganska tätbefolkat, med 60 invånare per kvadratkilometer. Närmaste större samhälle är Huehuetla, 10,0 km öster om Cerro Verde. I omgivningarna runt Cerro Verde växer i huvudsak städsegrön lövskog.